# Assegni familiari
Gli assegni familiari sono un contributo economico, concesso dallo Stato italiano, ai lavoratori per il coniuge e i figli dello stesso, a condizione che questi non prestino alcuna attività lavorativa retribuita.
Sono corrisposti anche ai coltivatori diretti, mezzadri e coloni.

## Storia

### Primi tipi di assegni familiari
Furono introdotti in Italia da un accordo tra la Confederazione Fascista degli Industriali e la Confederazione Fascista dei lavoratori dell'Industria con il contratto collettivo dell'11 ottobre 1934. Il provvedimento intese riequilibrare la situazione determinata dalla riduzione della settimana lavorativa da 48 a 40 ore la quale comportava una riduzione dei salari. Gli assegni familiari furono prima previsti per i lavori dell'industria, in seguito furono estesi a tutte le altre categorie dei lavoratori dipendenti.
Gli assegni familiari sono regolati dal T.U. approvato con D.P.R. 30 maggio 1955 n. 797.

### Assegno al nucleo familiare (ANF, dal 1988 al 2022)
Nel 1988 - con la conversione in legge 13 maggio 1988 n. 153 del D.L. 13 marzo 1988 n. 69 - fu rivoluzionato il sistema dei trattamenti di famiglia con l'istituzione dell'Assegno al nucleo familiare.
A partire dal 2022 con l'istituzione dell'AUU, gli ANF continueranno ad essere corrisposti a certi tipi di nuclei familiari, fino ad un reddito familiare massimo di 64.763,73€.

### Assegno Unico Universale (AUU, dal 2022)
Dal 1º marzo 2022 è stato istituito l’Assegno unico e universale per i figli a carico AUU. La novità rilevante rispetto al precedente assegno, dedicato solo ad alcune categorie di lavoratori ed ai pensionati, consiste nel fatto che può essere percepito anche dai lavoratori autonomi e dai liberi professionisti.  È quindi un sostegno economico alle famiglie attribuito per ogni figlio a carico fino al compimento dei 21 anni (al ricorrere di determinate condizioni) e senza limiti di età per i figli con disabilità. L’importo spettante varia in base alla condizione economica del nucleo familiare sulla base di ISEE valido al momento della domanda, tenuto conto dell’età e del numero dei figli nonché di eventuali situazioni di disabilità dei figli.
L'assegno è definito unico, poiché è finalizzato alla semplificazione e al contestuale potenziamento degli interventi diretti a sostenere la genitorialità e la natalità, e universale in quanto viene garantito in misura minima a tutte le famiglie con figli a carico, anche in assenza di ISEE o con ISEE superiore alla soglia di 40 mila euro (anno 2022).

## Casi particolari

### Genitore affidatario in caso di separazione
L'art. 211 della legge 19 maggio 1975, n. 151 “Riforma del diritto di famiglia” ha introdotto una norma innovativa in materia di assegni familiari: “Il coniuge cui i figli sono affidati ha diritto in ogni caso a percepire gli assegni familiari per i figli, sia che ad essi abbia diritto per un suo rapporto di lavoro, sia che di essi sia titolare l'altro coniuge”.
La Circolare del Ministero del Tesoro – R.G.S. – del 27 giugno 1988, n. 31, interamente dedicata alla illustrazione delle modifiche introdotte dall'art. 2 del D.L. n. 69/'88, conv. in legge n. 153/'88, ha affrontato liminarmente la questione, prevedendo: a) da un lato, l'attribuzione del diritto al genitore affidatario dei figli che non svolge attività lavorativa e non sia titolare di pensione o esplichi un'attività per la quale non è previsto un trattamento di famiglia; b) dall'altro, in evidente contrasto con i principi fissati dall'art. 211 della legge n. 151/'75, che il reddito di riferimento è quello del titolare lavoratore dipendente.
La stessa definisce “nucleo familiare” quello composto dai coniugi, con esclusione di quello legalmente ed effettivamente separato, dai figli ed equiparati. È di tutta evidenza che la mancata considerazione dei soli redditi dell'effettivo beneficiario delle prestazioni in argomento (il coniuge separato affidatario dei figli), lede i diritti del genitore che, a seguito della separazione, non percepisce alcun reddito, con ingiusta probabile perdita totale o parziale del diritto alla prestazione.
In effetti, onde evitare un trattamento discriminatorio nei confronti del coniuge separato affidatario di figli, non titolare di una posizione protetta, occorre riferirsi ad alcune circolari dell'INPS che disciplinano fattispecie simili.
La Circolare n. 48 del 19 febbraio 1992, inerente alla corresponsione della prestazione nei casi di separazione legale o divorzio e nei casi in cui i nuclei comprendano figli naturali riconosciuti da entrambi i genitori, afferma il principio che l'art. 211 della legge n. 151/'75 non può non essere applicato a tale prestazione. Tale atto, afferma, altresì, che il diritto attribuito dal citato art. 211 al coniuge affidatario di percepire gli assegni familiari, spetta anche se lo stesso non sia “titolare di una propria posizione protetta” (rapporto di lavoro, pensione, ecc.).
Inoltre, continua prevedendo che “realizzatasi la condizione giuridica per la titolarità dell'assegno del nucleo affidatario, in quel nucleo dovranno verificarsi i requisiti di fatto (reddito familiare, percentuale di reddito da lavoro dipendente), concorrenti nel loro insieme alla attuazione dei previsti criteri di proporzionalità tra il numero dei componenti il nucleo e l'ammontare del reddito”. Debbono, pertanto, essere valutati sempre i redditi del nucleo dell'affidatario e l'assegno va rapportato oltre che a tale reddito anche al numero dei relativi componenti. Concorre alla definitiva e corretta individuazione delle norme applicabili alla questione che qui ci occupa, la Circolare n. 190 del 22 luglio 1992, la quale precisa che “nel caso di procedimenti di separazione consensuale, lo stato di separazione dei coniugi acquista efficacia (e può essere comprovato) solo con il decreto di omologazione (art. 711 c.p.c.), senza il quale la separazione resta una semplice separazione di fatto, priva degli effetti giuridici.
Ne consegue che (l'autorizzazione) al coniuge affidatario deve essere accordata solo a far tempo dalla data del decreto di omologazione, in mancanza di qualsiasi provvedimento giudiziale anteriore circa l'affidamento dei figli”. Appare evidente che l'esegesi di tali disposizioni consente di affermare con certezza che, in caso di separazione consensuale, alle condizioni prima enunciate, il genitore affidatario sia l'unico soggetto legittimato a chiedere la prestazione in argomento, perché è solo intorno allo stesso che si viene a formare il nuovo nucleo familiare, unico destinatario dell'assegno di cui alla legge n. 153/'88.
Dottrina e giurisprudenza  hanno condiviso tale impostazione.
L'autore della nota alla sentenza, sostiene, a ragione, che “Il diritto del coniuge affidatario, al quale non fa capo una posizione lavorativa protetta, ad ottenere per il nucleo familiare l'assegno sulla posizione dell'altro coniuge è previsto dalla norma ex art. 211 l. n. 151 del 1975 che si integra con la nuova normativa. Il Parlamento, prendendo atto dell'esistenza di varie situazioni giuridiche anomale, ha completato il quadro normativo sin qui delineato, prevedendo all'art. 1, comma 559, della legge 30 dicembre 2004, n. 311 (legge finanziaria 2005) che “l'assegno per il nucleo familiare viene erogato al coniuge dell'avente diritto…”.
Quindi, il D.M. del Lavoro e delle Politiche Sociali 4 aprile 2005 ha previsto al 1º comma che: “Il coniuge non titolare di un autonomo diritto alla corresponsione dell'assegno per il nucleo familiare che intende esercitare il diritto di cui all'art. 1, comma 559, della legge 30 dicembre 2004, n. 311, formula apposita domanda al datore di lavoro … che provvedono alla corresponsione al coniuge dell'assegno per il nucleo familiare secondo le modalità indicate dal coniuge medesimo”. Il comma 4 successivo afferma, altresì, “Resta ferma la disciplina di cui all'art. 211 della legge 19 maggio 1975, n. 151”.
È di tutto rilievo la portata fortemente innovativa delle norme da ultimo citate nonché le conseguenze positive per i nuclei familiari formatisi a seguito di separazioni consensuali, ecc.
Tali nuclei familiari sebbene in presenza di una norma specifica (art. 211 l. 151/'75), si erano visti privare per lungo tempo del diritto di percepire l'assegno per il nucleo familiare o lo avevano percepito superando enormi difficoltà, legate alla disponibilità dell'altro coniuge titolare di una posizione protetta, di richiedere l'assegno e di trasferirlo al coniuge affidatario dopo averlo percepito.
Guardando l'intero fenomeno sotto l'angolo visuale dell'intento perseguito, si ritiene, infine, che nel caso di corresponsione della prestazione in esame, ai fini di una omogeneizzazione dei criteri nei settori pubblico e privato, la disciplina evidenziata debba essere applicata interamente al settore pubblico.
Pertanto, nel caso di genitore affidatario di figli, a seguito di separazione consensuale (ex art. 711 c.p.c.), che non svolga attività lavorativa e non sia titolare di pensione o esplichi un'attività per la quale non è previsto un trattamento di famiglia a valere sullo stipendio del coniuge “pubblico dipendente”:
- l'assegno per il nucleo familiare può essere richiesto direttamente dal coniuge non titolare di una posizione protetta;
- il nucleo familiare ed il reddito di riferimento vanno determinati in relazione a quello risultante dalla separazione, escludendo l'altro coniuge separato che del nucleo non fa più parte.

Con l'avvento dell’Assegno unico e universale per i figli a carico AUU, a partire dal 1º marzo 2022, sono avvenute alcune precisazioni per i genitori separati o non sposati. In particolare, salvo diversi accordi, ai genitori con figli in affido condiviso l'assegno è riconosciuto suddiviso in parti eguali al 50% , salvo rinuncia di uno in favore dell'altro. In caso di affido esclusivo, invece, l'INPS lo erogherà solo al genitore affidatario.

### Dipendenti pubblici
La materia relativa alla prestazione dell'assegno per il nucleo familiare per i lavoratori della pubblica amministrazione italiana, è disciplinata dal D.L. 13 marzo 1988, n. 69 “Norme in materia previdenziale, per il miglioramento delle gestioni degli enti portuali ed altre disposizioni urgenti”, convertito, con modificazioni, dalla legge 13 maggio 1988, n. 153. L'art. 2 estende al medesimo decreto l'efficacia delle norme del D.P.R. 30 maggio 1955, n. 797 “Approvazione del testo unico delle norme concernenti gli assegni familiari”, per quanto nello stesso non espressamente previsto.